# Laura Riding
Laura Riding Jackson (Nueva York, 16 de enero de 1901 - Wabasso, 2 de septiembre de 1991) fue una poeta, crítica, novelista, ensayista y cuentista americana.

## Primeros años
Nació como Laura Reichenthal en Nueva York en una familia de inmigrantes judíos austriacos, y se educó en la Universidad de Cornell, donde comenzó a escribir poesía, publicando primero (1923–26) bajo el nombre de Laura Riding Gottschalk. Se asoció con los Fugitivos a través de Allen Tate, y publicaron sus poemas en la revista The Fugitive. Su primer matrimonio con el historiador Louis R. Gottschalk (1899–1975) terminó en divorcio en 1925. A finales de ese año se fue a Inglaterra por invitación de Robert Graves y su esposa Nancy Nicholson y permanecería en Europa por casi catorce años.

## Desarrollo poético y relaciones personales
La emoción provocada por los poemas de Laura Riding se percibe en la descripción posterior de Sonia Raiziss: "Cuando The Fugitive (1922–1925) eclosionó en el nuevo cielo de la poesía estadounidense, dejó una brillante dispersión de nombres: Ransom, Tate, Warren, Riding, Grua... Entre ellos, el círculo interno y aquellos tangentes a él como contribuidores, no había nadie como Laura Riding". ("Una apreciación", Chelsea 12 1962, 28).  
La primera colección de poesía de Riding, The Close Chaplet, se publicó en 1926, y durante el año siguiente asumió el apellido Riding. En este momento, la originalidad de su poesía se estaba volviendo cada vez más evidente: en general, ella prefería una forma distintiva de verso libre a las métricas convencionales. Ella, Robert Graves y Nancy Nicholson vivieron en Londres hasta el intento de suicidio de Riding en 1929. En general, se acepta que este episodio fue una de las principales causas de la ruptura del primer matrimonio de Graves: todo el asunto causó un famoso escándalo literario. 
Publicó sus Poemas recopilados de 477 páginas en 1938. Paul Auster en New York Review of Books la llama "una fuerza importante de la vanguardia internacional". Sus poemas tuvieron muchas críticas, incluidos las de estadounidenses como John Gould Fletcher y John Crowe Ransom, así como la familia y amigos de Graves. 
Cuando Riding conoció al poeta irlandés, Geoffrey Phibbs, en 1929, lo invitó a unirse a la familia que formaban Graves, la esposa de Graves, Nancy y ella misma. Phibbs estuvo de acuerdo, pero después de unos meses cambió de opinión y regresó con su esposa, refiriéndose a Riding como "un virago" en una carta a su amigo Thomas MacGreevy. Cuando no lograron una reconciliación, se unió a la casa pero rechazó a Laura y se mudó con Nancy. Este fue uno de los catalizadores del incidente del 27 de abril de 1929, cuando Riding saltó desde una ventana del cuarto piso del alojamiento que compartía con Graves, a raíz de una discusión que involucraba a Graves, Phibbs y Nancy Graves; sin haber podido detenerla, Graves también saltó, pero resultó ileso, mientras que Riding sufrió heridas potencialmente mortales.
Tras la ruptura con Nancy, hasta el estallido de la Guerra civil española en 1936, Riding y Graves vivieron en Deyá, Mallorca, donde fueron visitados por escritores y artistas como James Reeves, Norman Cameron, John Aldridge, Len Lye, Jacob Bronowski y Honor Wyatt . La casa ahora es un museo. Progress of Stories (1935) luego sería altamente estimado por, entre otros, John Ashbery y Harry Mathews . Entre 1936 y 1939, Riding y Graves vivieron en Inglaterra, Francia y Suiza. Graves acompañó a Riding a su regreso a los Estados Unidos en 1939. 
Riding and Graves fueron muy productivos desde el comienzo de su asociación, aunque después de mudarse a Mallorca lo fueron aún más. Mientras todavía vivían en Londres habían establecido (1927) Seizin Press, colaboraron en A Survey of Modernist Poetry (1927) (que inspiró a William Empson a escribir Siete tipos de ambigüedad y fue en algunos aspectos la semilla de la Nueva Crítica), Un panfleto contra las antologías (1928) y otras obras. En Mallorca, Seizin Press se amplió para convertirse en una editorial, produciendo, entre otras cosas, la importante revista crítica Epilogue (1935-1938), editada por Riding con Graves como editor asociado. A lo largo de su asociación, ambos produjeron constantemente volúmenes de poesía destacada, que culminaron ambos con Collected Poems en 1938. 
Graves y Riding abandonaron Mallorca en 1936, al estallar la Guerra civil española. En 1939, se mudaron a los Estados Unidos y se alojaron en New Hope, Pensilvania. Elizabeth Friedmann describe su relación cambiante en A Mannered Grace, Richard Perceval Graves en Robert Graves: 1927–1940, The Years with Laura y TS Matthews en Jacks or Better (1977; edición británica publicada como Under the Influence, 1979) y también fue la base de la novela de Miranda Seymour The Summer of '39 (1998). En 1939, Riding and Graves se separaron y en 1941 ella se casó con Schuyler B. Jackson, y finalmente se instalaron en Wabasso, Florida, donde vivió tranquila y sencilla hasta su muerte en 1991, tras la muerte de Schuyler en 1968. La casa en la que vivían ha sido renovada y preservada por la Laura (Riding) Jackson Foundation. 
Según el biógrafo de Graves, Richard Perceval Graves, Riding jugó un papel crucial en el desarrollo de los pensamientos de Graves al escribir su libro The White Goddess, a pesar de que los dos estaban separados en ese momento. Laura (Riding) Jackson dijo más tarde: "En cuanto a la identidad de la 'Diosa Blanca': el tema de la Diosa Blanca fue una improvisación literaria, espiritual,y escolástica fraudulenta de Robert Graves en el ornamentado marco pretencioso que rellenó con la sustancia robada de mis escritos y mi pensamiento en general sobre poesía, mujer, actualidad cósmica y la historia de las concepciones religiosas". Ya había escrito al editor del Minnesota Review, en 1967, sobre cómo Graves la había utilizado como fuente: "En mis pensamientos, las funciones categóricamente separadas llamadas intelectuales, morales, espirituales, emocionales, se unificaron; otras concepciones colocan al sol y a la luna en sus lugares racionales correctos como emblemas del emocionalismo poético, y alargan la perspectiva del origen desde los pequeños cielos históricos de la divinidad masculina a través de un amplio dominio del simbolismo religioso, previamente echado a un lado, en aras de la justicia poética, por algo que llamé madre-dios".

## Renuncia a la poesía
Aproximadamente en 1941, Riding renunció a la poesía, pero pasaron entre quince y veinte años antes de que pudiera comenzar a explicar sus razones y explorar sus descubrimientos. Se retiró de la vida literaria pública, trabajando con Schuyler Jackson en un diccionario (publicado póstumamente en 1997) que los conduciría a explorar los fundamentos del significado y el lenguaje. En abril de 1962, leyó "Introducción para una transmisión" para el Tercer Programa de la BBC, su primera declaración formal de sus razones para renunciar a la poesía (tras una breve entrada en el libro de referencia en 1955). Ese año se publicó una versión ampliada de la reseña en la revista Chelsea de Nueva York, que también publicó "Más allá en la poesía" en 1964, escritos sobre el tema de mujeres y hombres en 1965 y 1974 y en 1967, The Telling. 

## Escritos posteriores
Los 62 pasajes numerados de The Telling, un "evangelio personal", formaron la "parte central" de un libro del mismo título, que algunos consideran su libro más importante junto a Poemas Coleccionados. Los escritos y publicaciones continuaron fluyendo a lo largo de los años sesenta, setenta y ochenta, mientras Laura (Riding) Jackson (su nombre artístico desde 1963-1964) exploraba lo que ella consideraba el potencial de verdad del lenguaje, libre de las restricciones artificiales del arte poético. "Mi fe en la poesía era en el fondo una fe en el lenguaje como sabiduría elemental", había escrito en 1976 ("El camino hacia, dentro y lejos de la poesía", Reader 251). Sus escritos posteriores dan fe de lo que ella consideraba el potencial de verdad contenido en el lenguaje y en la mente humana. Podría ser considerada como una maestra espiritual cuya valoración inusualmente alta del lenguaje la llevó a elegir la literatura como lugar de trabajo. 
Se dedicaron dos números de Chelsea a nuevos escritos por ella, It Has Taken Long (1976) y The Sufficient Difference (2001). La publicación de su trabajo ha continuado desde su muerte en 1991, incluyendo First Awakenings (sus primeros poemas) (1992), Rational Meaning: A New Foundation for the Definition of Words (1997), The Poems of Laura Riding, A Newly Revised Edition of The 1938/1980 Collection (2001), Under The Mind's Watch (2004), The Failure of Poetry, The Promise of Language (2007) y On the Continuing of the Continuing (2008). El último libro en aparecer son sus memorias literarias en dos volúmenes, The Person I Am (2011), después de lo cual otras tres colecciones tempranas de su poesía se han vuelto a publicar, editadas y con largas presentaciones: The Close Chaplet (1926), Amor como amor, muerte como muerte (1928) y Poeta: una palabra mentirosa (1933). Se contrata Poems A Joking Word'(1930) para finalizar la serie. Sus trabajos han sido publicados en Francia, Alemania, España, Dinamarca, Polonia, Brasil y Noruega.